# Hippotion osiris
Hippotion osiris är en fjärilsart som beskrevs av Johan Wilhelm Dalman 1823. Hippotion osiris ingår i släktet Hippotion och familjen svärmare. Inga underarter finns listade i Catalogue of Life.

## Bildgalleri

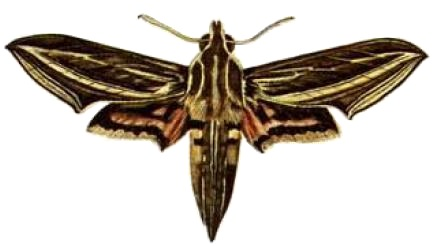